# Fårdrup Sogn
Fårdrup Sogn er et sogn i Slagelse-Skælskør Provsti (Roskilde Stift).
Var fra 1598 Annex til Skjelskør, hvis Sp. holdt en Cap., der boede i Faardrup
Ved Rescr. 9/9 1672 blev Skjørpinge og Faardrup Sogne annekterede til Skjelsør indtil 20/12 1765.
Siden 1622 var Fårdrup Sogn anneks til Skørpinge Sogn. Begge sogne hørte til Vester Flakkebjerg Herred i Sorø Amt. Skørpinge-Fårdrup sognekommune blev ved kommunalreformen i 1970 indlemmet i Hashøj Kommune, der ved strukturreformen i 2007 indgik i Slagelse Kommune.
I Fårdrup Sogn ligger Fårdrup Kirke.
I sognet findes følgende autoriserede stednavne:
- Ellemose (bebyggelse)
- Fårdrup (bebyggelse, ejerlav)
- Fårdrup Ellemose (bebyggelse)
- Snekkerup (bebyggelse, ejerlav)